# Chitimacha (llengua)
El chitimacha és una llengua indígena americana parlada pels chitimacha, una ètnia originària de Louisiana (Estats Units). La llengua es va extingir en la dècada de 1940 quan la seva última parlant, Delphin Duchloux va morir. Des del punt de vista filogenètic es classifica com una llengua aïllada, ja que no ha pogut ser relacionat amb cap altra llengua de la regió.
Encara que el chitimacha ja no és una llengua viva, està extensament documentada gràcies al treball de lingüistes com Morris Swadesh i John Reed Swanton que van treballar amb els chitimacha a principis de segle xx, encara que gran part del material roman inèdit. Swadesh va escriure una gramàtica completa i un diccionari i va compilar nombrosos textos dels dos últims parlants, encara que cap d'aquests treballs ha estat publicat.
Actualment existeixen esforços de revitalització que tracten d'ensenyar la llengua chitimacha a una nova generació de chitimacha.

## Comparació lèxica
La següent tabla mostra els numerals en algunes llengües indígenes nord-americanes:
| GLOSA | Atakapa Occidental[5]  | Atakapa Oriental[6] | Natchez[7]   | Chitimacha[8][9] |
| ----- | ---------------------- | ------------------- | ------------ | ---------------- |
| '1'   | tanuʔk                 | hannik              | wītã         | (h)unku          |
| '2'   | tsīk                   | hapalšt             | āwiti        | (h)upa           |
| '3'   | lāt                    |                     | nēti         | kahitie          |
| '4'   | himatoʔl               | tets                | kinawīti     | me(če)čant       |
| '5'   | nīt                    |                     | išpīti       | hussa            |
| '6'   | lāt tsīk               |                     | lāhanaʔoχ    | hatẽka           |
| '7'   | paχ(e)                 | paighu              | anʔkwa       | mīčeta           |
| '8'   | himatoʔl tsīk          |                     | apkatūpiš    | kweta            |
| '9'   | wōš išōlan / tegghuiau |                     | witipkatūpiš | kwičeta          |
| '10'  | wōš / heissign         |                     | ōkō          | heihetie         |